# Projekcija (linearna algebra)
Projekcija je v linearni algebri linearna transformacija {\displaystyle P\!\,} iz vektorskega prostora v samega sebe tako, da je {\displaystyle P^{2}=P\!\,}. Projekcija ohranja sliko nespremenjeno.

## Pravokotna projekcija
Pravokotna ali ortogonalna projekcija točk {\displaystyle (x,y,z)\!\,} iz evklidskega prostora {\displaystyle \mathbb {R} ^{3}\!\,} na ravnino {\displaystyle x-y\!\,} se lahko prikaže z matriko:
{\displaystyle P={\begin{bmatrix}1&0&0\\0&1&0\\0&0&0\end{bmatrix}}\!\,.}
Delovanje te projekcije na poljubno točko se lahko zapiše kot:
{\displaystyle P{\begin{pmatrix}x\\y\\z\end{pmatrix}}={\begin{pmatrix}x\\y\\0\end{pmatrix}}\!\,}.

## Poševna projekcija
Enostaven primer nepravokotne oziroma poševne projekcije točk na premico se lahko opiše z matriko:
{\displaystyle T={\begin{bmatrix}0&0\\\alpha &1\end{bmatrix}}\!\,.}
Lahko se pokaže, da je:
{\displaystyle T^{2}={\begin{bmatrix}0&0\\\alpha &1\end{bmatrix}}{\begin{bmatrix}0&0\\\alpha &1\end{bmatrix}}={\begin{bmatrix}0&0\\\alpha &1\end{bmatrix}}=T\!\,.}
To pa pomeni, da je {\displaystyle T\!\,} res projekcija.
Projekcija {\displaystyle T\!\,} je pravokotna samo, če in samo če je {\displaystyle \alpha =0\!\,}.